# ルーマニー・ポレット
ルーマニー・シャーロット・デブリュン＝ポレット（Romanie Charlotte Debruyne-Pollet、1898年12月21日 - 2009年10月17日）は、ベルギーのスーパーセンテナリアン。2008年1月14日にマルセル・ドルーグマンが死去して以来、21ヶ月間ベルギー最高齢人物としての座を保持していた。2009年には史上4番目に古いベルギー人になった。

## 略歴
1898年生まれ。オートクチュールとして働き、オーステンデとブリュッセルに自分の店を持っていた。1927年8月27日にアーサー・コンスタント・デブライネと結婚し、子供を1人産んだが20世紀末に死去した。それからは1996年から死去まで、ガンショアンのリタイヤメント・ホームに在住した。